# Дедки азиатские
Дедки азиатские (лат. Asiagomphus) — род стрекоз из семейства дедок.

## Описание
Крупные стройные стрекозы с размахом крыльев до 80 мм. Для представителей рода характерна внутривидовая изменчивость окраска тела. Идентификация видов возможна только по деталями строения анальных придатков самцов.

## Экология
Личинки обитают в реках и ручьях с быстрым течением и каменистым грунтом.

## Систематика
Род включает 28 видов.
- Asiagomphus acco Asahina, 1996
- Asiagomphus amamiensis (Asahina, 1962)
- Asiagomphus auricolor (Fraser, 1926)
- Asiagomphus coreanus (Doi et Okumura, 1937)
- Asiagomphus corniger (Morton, 1928)
- Asiagomphus cuneatus (Needham, 1930)
- Asiagomphus giza Wilson, 2005
- Asiagomphus gongshanensis Yang, Mao et Zhang, 2006
- Asiagomphus hainanensis (Chao, 1953)
- Asiagomphus hesperius (Chao, 1953)
- Asiagomphus kosterini Kompier, 2018
- Asiagomphus melaenops (Selys, 1854)
- Asiagomphus melanopsoides (Doi, 1943)
- Asiagomphus monticola Kompier, 2018
- Asiagomphus motuoensis Liu & Chao in Chao, 1990
- Asiagomphus nilgiricus (Laidlaw, 1922)
- Asiagomphus odoneli (Fraser, 1922)
- Asiagomphus pacatus (Chao, 1953)
- Asiagomphus pacificus (Chao, 1953)
- Asiagomphus perlaetus (Chao, 1953)
- Asiagomphus personatus (Sélys, 1873)
- Asiagomphus pryeri (Selys, 1883)
- Asiagomphus reinhardti Kosterin et Yokoi, 2016
- Asiagomphus septimus (Needham, 1930)
- Asiagomphus somnolens (Needham, 1929)
- Asiagomphus superciliaris Kompier, 2018
- Asiagomphus xanthenatus (Williamson, 1907)
- Asiagomphus yayeyamensis (Matsumura in Oguma, 1926)

## Генетика
Митохондриальный геном исследован на примере вида Asiagomphus coreanus. Его размер составляет 15 649 пар оснований.

## Распространение
Встречается в Южной и Юго-Восточной Азии, Японии и юге Дальнего Востока. Большинство видов встречаются в Китае.